# Laurie J. Marks
Laurie J. Marks (* 27. März 1957 in Orange County, Kalifornien) ist eine US-amerikanische Autorin.

## Leben
Marks Eltern sind Cecil J. Marks und Claire Sharples. Nach ihrer Schulzeit studierte sie an der Brown University, an der sie 1980 graduierte. Seit über 10 Jahren unterrichtet Marks an der University of Massachusetts in Boston. Bereits in ihrer Jugendzeit schrieb und veröffentlichte sie Geschichten und Bücher.
Marks lebt mit Deb Mensinger in Kalifornien, wo sie in ländlicher Gegend ein Haus erworben haben. 2004 haben sie nach 19 Jahren gemeinsamer Beziehung in Massachusetts geheiratet.

## Werke

### Elemental Logic
The Elemental Logic Series spielt in der fiktiven Welt von Shaftal. In dieser Welt hat eine Armee der Sainnites 35 Jahre vor der Haupthandlung Shaftal erobert und versucht die Magie, die gegen sie gewandt wurde, auszumerzen. Hierzu wurden alle Hexen, die gefunden wurden, getötet. Da aber Magie in der Welt von Shaftal eingewoben ist, werden immer wieder Kinder mit magischen Fähigkeiten geboren.
1. Fire Logic. ISBN 978-0-8125-6653-6. [3]
2. Earth Logic. ISBN 978-0-7653-4838-8. [4]
3. Water Logic. ISBN 978-1-931520-23-2. [5]

### Children of the Triad
1. Delan the Mislaid. ISBN 0-88677-325-3.
2. The Moonbane Mage. ISBN 0-88677-415-2.
3. Ara's Field. ISBN 0-88677-479-9.

### Weitere Werke
- Dancing Jack. DAW, 1993, ISBN 0-88677-578-7.
- The Watcher's Mask. DAW, 1992, ISBN 0-88677-510-8.
- How the Ocean Loved Margie. 2003 (endicott-studio.com – Kurzgeschichte).

## Preise und Auszeichnungen
- 2003: Gaylactic Spectrum Award: Fire Logic, Tor Books (Roman)
- 2005: Gaylactic Spectrum Award: Earth Logic, Tor Books (Roman)